# 韩明谟
韩明谟（1918年—2014年11月18日），男，江苏徐州人，中国社会学家，曾任北京大学社会学系教授，中国社会学会顾问。